# Przystanek Raj
Przystanek Raj (ang. Paradise Now, arab. الجنّة الآن) – powstały w koprodukcji film dramatyczny z 2005 roku w reżyserii Hany Abu-Assada, o palestyńskich zamachowcach-samobójcach.
Obraz miał swoją premierę 14 lutego 2005 podczas Międzynarodowego Festiwalu Filmowego w Berlinie. Do kin w Izraelu wszedł 10 listopada 2005.

## Fabuła
Film przedstawia historię dwóch Palestyńczyków. Khaled i Said przyjaźnią się od dzieciństwa. Pewnego dnia zostają wybrani przez organizację terrorystyczną do samobójczego ataku w Tel Awiwie i wysłani do Izraela. Pierwsza próba zamachu nie udaje się. Mija sporo czasu, nim przyjaciele znów się spotkają. Zastanawiają się nad swoimi poczynaniami. Khaled coraz bardziej wątpi w sens samobójczych akcji, Said staje się jeszcze bardziej zamknięty w sobie. Jego ojciec zginął z rąk palestyńskiej organizacji jako kolaborant. Nawet uczucia Suhy, która stara się go przekonać o bezsensowności ataków, nie zmieniają jego zamiarów.

## Obsada
W filmie wystąpili, m.in.:
- Ali Suliman jako Khaled
- Kais Nashef jako Said
- Lubna Azabal jako Suha
- Amer Hlehel(inne języki) jako Dżamal
- Hiam Abbass jako matka Saida
- Ashraf Barhom jako Abu-Karem
- Nour Abd El-Hadi jako siostra Saida
- Hamza Abu-Aiaash jako żołnierz na przejściu granicznym
- Lotuf Neusser jako szofer
- Mohammad Bustami(inne języki) jako Abu-Salim

## Nagrody i nominacje (wybrane)
Nagroda Akademii Filmowej 2006
- Najlepszy film nieanglojęzyczny (nominacja)[5][6]

Złote Globy 2006
- Najlepszy film zagraniczny

Independent Spirit Awards 2006
- Najlepszy film zagraniczny

National Board of Review 2005
- Najlepszy film zagraniczny

Europejska Nagroda Filmowa 2005
- Najlepszy scenariusz

Międzynarodowy Festiwal Filmowy w Berlinie 2005
- Udział w konkursie głównym (nominacja)
- Najlepszy film europejski
- Nagroda Amnesty International
- Nagroda czytelników „Berliner Morgenpost”